# Чемпионат России по хоккею с шайбой 2003/2004 (составы)
Составы команд чемпионата России по хоккею с шайбой 2003/04.
Указано гражданство хоккеистов, не являвшихся гражданами России (согласно eliteprospects.com).

### 1. «Авангард»
Вратари: Олег Грачёв, Максим Соколов,  Александр Вьюхин (→ «Сибирь»).
Защитники:  Владимир Антипин, Вячеслав Белов, Алексей Бондарев,  Игорь Земляной,  Игорь Никитин, Олег Ореховский, Юрий Панов, Сергей Розин, Дмитрий Рябыкин, Олег Твердовский, Станислав Шальнов.
Нападающие: Денис Афиногенов, Константин Баранов,  Ярослав Беднарж, Сергей Бердников,  Томаш Власак, Александр Головин, Юрий Ермолин, Дмитрий Затонский,  Рихард Капуш, Сергей Кривокрасов, Антон Курьянов, Сергей Пайор,  Павел Патера, Александр Попов, Александр Прокопьев,  Константин Пушкарёв, Рамиль Сайфуллин,  Виталий Семенченко, Дмитрий Субботин, Максим Сушинский, Андрей Таратухин, Сергей Тополь, Евгений Хацей.
Главный тренер: Валерий Белоусов.

### 2. «Металлург» Магнитогорск
Вратари:  Игорь Карпенко,  Норм Маракл.
Защитники: Виталий Атюшов, Александр В. Бойков, Евгений Варламов, Олег Давыдов, Николай Игнатов,  Сергей Климентьев,  Алексей Литвиненко, Иван Сидоров,  Андрей Соколов,  Мартин Чех
Нападающие: Сергей Арекаев,  Любомир Вайц, Евгений Гладских, Равиль Гусманов, Алексей Зоткин, Алексей Кайгородов, Валерий Карпов,  Александр Корешков,  Евгений Корешков, Эдуард Кудерметов, Дмитрий Макаров, Константин Макаров, Евгений Малкин,  Андрей Недорост, Сергей Осипов, Дмитрий Пестунов, Сергей Пискунов, Алексей Тертышный,  Томаш Хлубна (→ «Северсталь»),  Дмитрий Христич.
Главный тренер:  Марек Сикора.

### 3. «Лада»
Вратари: Василий Кошечкин,  Иржи Трвай,  Жан-Франсуа Лаббе.
Защитники: Михаил Баландин, Дмитрий Воробьёв, Андрей Есипов, Максим Кондратьев, Александр Любимов, Владимир Маленьких, Филипп Метлюк, Александр Селуянов,  Максим Семёнов, Алексей Тезиков, Александр Титов,  Ладислав Чиерны.
Нападающие: Олег Белкин, Руслан Берников, Александр Р. Бойков, Александр Бутурлин, Юрий Буцаев, Илья Воробьёв, Игорь Григоренко, Денис Гусманов, Александр Гутов, Станислав Жмакин, Дмитрий Казионов, Максим Кривоножкин, Александр Нестеров, Евгений Павлов, Яков Рачинский, Евгений Сафронов, Михаил Севостьянов, Сергей Севостьянов, Александр Скугарев, Анатолий Устюгов.
Главный тренер: Пётр Воробьёв.

### 4. «Ак Барс»
Вратари:  Зденек Орцт, Андрей Царёв, Дмитрий Ячанов,  Петерис Скудра (→ «Химик»), Борис Тортунов.
Защитники: Дмитрий Балмин, Дмитрий Быков, Денис Денисов, Дмитрий Ерофеев, Александр Завьялов,  Роберт Кантор (← «Динамо»), Константин Корнеев, Виталий Прошкин, Василий Турковский, Владимир Чебатуркин.
Нападающие: Сергей Арекаев,  Ян Бенда, Марат Валиуллин, Альберт Вишняков, Денис Гусманов, Александр Дроздецкий,  Радек Дуда, Вадим Епанчинцев, Данис Зарипов, Сергей Зиновьев, Дмитрий Квартальнов, Сергей Королёв, Денис Логинов,  Дэвид Немировски (← «Химик»), Руслан Нуртдинов, Денис Платонов, Евгений Фёдоров,  Владимир Цыплаков, Александр Чербаев.
Главный тренер:  Владимир Вуйтек.

## «Металлург» Новокузнецк
- Вр Вадим Тарасов
- Вр  Сергей Шабанов
- Зщ Алексей Белоусов
- Зщ Андрей Дылевский
- Зщ Андрей Евстафьев
- Зщ Денис Ежов
- Зщ  Алексей Коледаев
- Зщ  Иржи Марушак
- Зщ  Ангел Николов
- Зщ  Виталий Новопашин
- Зщ Дмитрий Пархоменко
- Зщ Алексей Пепеляев
- Зщ  Евгений Пупков
- Зщ Михаил Чернов
- Зщ Евгений Штайгер
- Нп  Виктор Александров
- Нп  Ян Злоха
- Нп  Николай Курочкин
- Нп Сергей Кутявин
- Нп Евгений Лапенков
- Нп Евгений Лапин
- Нп Евгений Макаров
- Нп Алексей Медведев
- Нп Сергей Москалев
- Нп  Игорь Николаев → «Химик»
- Нп  Дмитрий Панков
- Нп  Андрей Пчеляков ← СКА
- Нп Евгений Сафронов
- Нп  Зденек Скоржепа
- Нп Олег Смирнов
- Нп Денис Стасюк
- Нп Владимир Стулов
- Нп Денис Тюрин
- Нп Валерий Хлебников
- Нп Сергей Чубыкин
- Нп Сергей Шаламай
- Нп Вадим Шарифьянов
- Главный тренер: Николай Соловьёв

## «Динамо»
- Вр Алексей Волков
- Вр  Виталий Еремеев
- Вр Александр Ерёменко
- Зщ Владислав Бульин
- Зщ Сергей Вышедкевич
- Зщ  Томаш Гарант
- Зщ Александр Ждан
- Зщ  Роберт Кантор → «Ак Барс»
- Зщ Михаил Любушин
- Зщ Илья Никулин
- Зщ Андрей Скопинцев
- Зщ Алексей Трощинский
- Зщ Игорь Щадилов
- Нп Юрий Бабенко
- Нп  Фрэнк Бэнхэм
- Нп Владимир Воробьев
- Нп  Мирослав Глинка
- Нп Владислав Евсеев
- Нп Руслан Зайнуллин
- Нп Денис Карцев
- Нп Александр Кувалдин
- Нп Алексей Кудашов
- Нп Игорь Мирнов
- Нп Александр Овечкин
- Нп Александр Радулов
- Нп Александр Савченков
- Нп  Дмитрий Старостенко
- Нп Александр Степанов
- Нп Алексей Терещенко
- Нп Александр Харитонов
- Нп Алексей Чупин
- Нп  Вадим Шахрайчук
- Главный тренер: Зинэтула Билялетдинов

## «Локомотив»
- Вр  Алекс Вестлунд ← «Амур»
- Вр Евгений Лобанов
- Вр Андрей Малков
- Вр Егор Подомацкий
- Зщ Алексей Васильев
- Зщ  Мартин Главачка
- Зщ Илья Горохов
- Зщ Денис Гроть
- Зщ Александр Гуськов
- Зщ Сергей Жуков
- Зщ Евгений Королев
- Зщ Дмитрий Красоткин
- Зщ Дмитрий Мегалинский
- Зщ Александр Рязанцев
- Зщ  Любомир Секераш
- Зщ Алексей Стонкус
- Зщ  Дмитрий Толкунов → «Амур»
- Зщ Дмитрий Юшкевич
- Нп Владимир Антипов
- Нп Алексей Бадюков
- Нп Антон Бут
- Нп Вячеслав Буцаев
- Нп Дмитрий Власенков
- Нп Константин Глазачев
- Нп Андрей Коваленко
- Нп Артём Крюков
- Нп  Давид Моравец
- Нп Сергей Немчинов
- Нп Иван Непряев
- Нп  Ян Петерек
- Нп  Константин Руденко
- Нп Владимир Самылин
- Нп Максим Спиридонов
- Нп Иван Ткаченко
- Нп Анатолий Устюгов
- Нп Григорий Шафигулин
- Главный тренер: Владимир Юрзинов-мл. (до 23 октября), Владимир Крючков (и. о. 23 октября — 2 ноября),  Юлиус Шуплер.

## «Нефтехимик»
- Вр Сергей Звягин
- Вр Ильдар Мухометов
- Вр Денис Франскевич
- Зщ Николай Воеводин
- Зщ Максим Галанов
- Зщ  Шон Ганьон
- Зщ Александр Горелов
- Зщ Артём Гущин
- Зщ Андрей Кручинин
- Зщ Владимир Малевич
- Зщ Сергей Перетягин
- Зщ Денис Соколов
- Зщ Кирилл Степанов
- Зщ Алексей Тезиков
- Зщ  Олег Хмыль
- Зщ Николай Цулыгин
- Зщ Андрей Яханов
- Нп Дмитрий Безруков
- Нп Алексей Вахрушев
- Нп Альберт Вишняков
- Нп  Михаил Грабовский
- Нп  Рудольф Гуна
- Нп Ринат Касьянов
- Нп  Джим Кемпбелл
- Нп Сергей Коньков
- Нп Максим Краев
- Нп  Теро Лехтеря
- Нп Денис Метлюк
- Нп Евгений Муратов
- Нп Дмитрий Набоков
- Нп Игорь Никулин
- Нп Максим Осипов
- Нп Максим Пестушко
- Нп Алексей Симаков
- Нп Василий Смирнов
- Нп  Тойво Суурсоо
- Нп Андрей Царев
- Нп Сергей Шеметов
- Главный тренер: Владимир Крикунов

## 9. «Салават Юлаев»
- Вр Андрей Кузнецов
- Вр Сергей Николаев
- Вр  Константин Симчук
- Зщ  Алексей Васильченко
- Зщ Александр Гришин
- Зщ Андрей Зубарев
- Зщ Рустем Камалетдинов
- Зщ Леонид Канарейкин
- Зщ Владимир Логинов
- Зщ Владислав Озолин
- Зщ Сергей Розин
- Зщ Николай Сёмин
- Зщ Василий Сыса
- Зщ Артём Тернавский
- Зщ  Атварс Трибунцов
- Нп Руслан Абдрахманов
- Нп Сергей Акимов
- Нп Денис Афиногенов
- Нп Артём Булянский
- Нп Игорь Варицкий
- Нп Алексей Вахрушев
- Нп Игорь Волков
- Нп Сергей Гомоляко
- Нп Илья Горбушин
- Нп Алексей Деев
- Нп Николай Заварухин
- Нп Алексей Иванов
- Нп Дмитрий Клевакин
- Нп  Джим Монтгомери
- Нп  Игорь Николаев ← «Химик»
- Нп Сергей Сальников
- Нп Андрей Сидякин
- Нп  Андрей Скабелка
- Нп  Анатолий Филатов
- Нп Ринат Хасанов
- Нп Денис Хлыстов
- Нп Алексей Цветков
- Нп Максим Шарифьянов
- Нп Александр Шинкарь
- Нп Максим Якуценя
- Главный тренер: Николай Макаров

## 10. ЦСКА
- Вр Сергей Борисов
- Вр Максим Михайловский
- Вр  Душан Салфицки
- Зщ Алексей Данилов
- Зщ  Александр Журик → «Химик»
- Зщ Дмитрий Космачев
- Зщ Денис Куляш
- Зщ Кирилл Лямин
- Зщ Андрей Мухачев
- Зщ Евгений Наместников
- Зщ  Андрей Новотны
- Зщ  Мартин Рихтер
- Зщ  Олег Романов
- Зщ Николай Сёмин
- Зщ Павел Траханов
- Зщ  Ян Хейда
- Зщ Вадим Хомицкий
- Нп Сергей Аншаков
- Нп Сергей Березин
- Нп Юрий Буцаев
- Нп Владимир Горбунов
- Нп Антон Дубинин
- Нп Игорь Емелеев
- Нп Николай Жердев
- Нп Сергей Золотов
- Нп Алексей Колкунов
- Нп  Андрей Костицын
- Нп Сергей Лучинкин
- Нп Сергей Мозякин
- Нп Денис Паршин
- Нп Александр Полушин
- Нп Николай Пронин
- Нп Андрей Разин
- Нп Евгений Скачков
- Нп Сергей Соин
- Нп Дмитрий Субботин
- Нп  Дмитрий Уппер
- Нп Дмитрий Черных
- Нп Максим Якуценя
- Главный тренер: Виктор Тихонов

## 11. «Сибирь»
- Вр  Кристиан Бронсард
- Вр  Александр Вьюхин ← «Авангард»
- Вр  Алексей Кузнецов
- Вр Александр Фомичев
- Зщ Руслан Батыршин
- Зщ Олег Н. Волков
- Зщ  Вадим Гловацкий
- Зщ Евгений Грибко
- Зщ  Милослав Гурень
- Зщ Александр Любимов
- Зщ Артём Марьямс
- Зщ  Алексей Петушков
- Зщ Роман Попов
- Зщ Дмитрий Устюжанин
- Зщ Евгений Шалдыбин
- Зщ  Эрик Шаррон
- Зщ Ильдар Юбин
- Нп Олег Белов
- Нп Лев Бердичевский
- Нп  Александр Бобкин
- Нп  Даниэль Бранда
- Нп Александр Виноградов
- Нп Алмаз Гарифуллин
- Нп  Дмитрий Дударев
- Нп  Юрий Дьяченко
- Нп  Марек Задина
- Нп Сергей Климович
- Нп Григорий Ковтун
- Нп Константин Михайлов
- Нп Алексей Михнов
- Нп Сергей Петренко
- Нп Артём Рыбин
- Нп Михаил Сарматин
- Нп Андрей Субботин
- Нп Андрей Тарасенко
- Нп Егор Шастин
- Нп Равиль Якубов
- Главный тренер: Владимир Голубович (до 24 декабря), Владимир Семёнов

## 12. «Химик»
- Вр Евгений Кононов
- Вр  Петерис Скудра ← «Ак Барс»
- Вр Борис Тортунов
- Вр Денис Хлопотнов
- Зщ Артём Анисимов
- Зщ Алексей Баранов
- Зщ  Олег Благой
- Зщ Вадим Брезгунов
- Зщ Илья Демидов
- Зщ Андрей Дылевский
- Зщ Сергей Еркович
- Зщ Андрей Ершов
- Зщ  Александр Журик ← ЦСКА
- Зщ Андрей Заболотнев
- Зщ Роман Золотов
- Зщ Сергей Клишин
- Зщ Дмитрий Кокорев
- Зщ  Александр Макрицкий
- Зщ Андрей Никишов
- Зщ Андрей Пономарев
- Зщ Сергей Сорокин
- Зщ Владимир Тюриков
- Зщ Ремир Хайдаров
- Нп  Владимир Вуйтек-мл.
- Нп Андрей Галкин
- Нп Алексей Глухов
- Нп Валерий Каменский
- Нп  Константин Касянчук
- Нп Илья Крикунов
- Нп Андрей Кудинов
- Нп Дмитрий Левинский
- Нп Альберт Лещев
- Нп  Дэвид Немировски → «Ак Барс»
- Нп  Игорь Николаев ← «Металлург Н», → «Салават Юлаев»
- Нп Роман Оксюта
- Нп Андрей Потайчук
- Нп  Мартин Прохазка
- Нп Александр Романов
- Нп Павел Седов
- Нп  Ондрей Стейнер
- Нп  Петр Тенкрат
- Нп Станислав Тимаков
- Нп Герман Титов
- Нп Константин Фролов
- Нп Дмитрий Шамолин
- Нп  Константин Шафранов → «Торпедо»
- Нп Максим Щевьев
- Главный тренер: Валерий Брагин (до 29 сентября), Владимир Мариничев.

## 13. «Северсталь»
- Вр  Сергей Наумов ← СКА
- Вр  Джейми Рэм → «Амур»
- Вр Виктор Чистов
- Зщ  Дрю Баннистер
- Зщ Максим Галанов
- Зщ Сергей Гимаев
- Зщ Ян Голубовский
- Зщ Сергей Гусев
- Зщ Евгений Королев
- Зщ Алексей Кривченков
- Зщ Роман Кухтинов
- Зщ Артур Октябрев
- Зщ Евгений Петрочинин
- Зщ  Алеш Пиша
- Зщ Раиль Розаков
- Зщ Андрей Сапожников
- Зщ Андрей Шефер
- Зщ Александр Шинин
- Нп  Олег Антоненко
- Нп Дмитрий Безруков
- Нп Сергей Бердников
- Нп Дмитрий Гоголев
- Нп Александр Гольц
- Нп Константин Горовиков
- Нп Юрий Добрышкин
- Нп Евгений Исаков
- Нп  Алексей Калюжный
- Нп Юрий Кузнецов
- Нп Андрей Никитенко
- Нп Игорь Никулин
- Нп Андрей Петрунин
- Нп Максим Рыбин
- Нп Александр Семак
- Нп Андрей Сидякин
- Нп Игорь Скороходов
- Нп  Джефф Томс
- Нп Юрий Трубачёв
- Нп  Томаш Хлубна ← «Металлург» Мг
- Главный тренер: Александр Асташёв

## 14. СКА
- Вр Константин Барулин
- Вр Алексей Егоров
- Вр  Ян Лашак
- Вр  Сергей Наумов → «Северсталь»
- Вр Олег Ромашко
- Зщ Ян Голубовский
- Зщ Марат Давыдов
- Зщ  Вячеслав Завальнюк
- Зщ Дмитрий Иванов
- Зщ Андрей Козырев
- Зщ  Олег Леонтьев
- Зщ  Артём Остроушко
- Зщ Валерий Покровский
- Зщ Сергей Сёмин
- Зщ Андрей Спиридонов
- Зщ Николай Сырцов
- Зщ Александр Юдин
- Зщ  Торбьёрн Юханссон → «Торпедо»
- Нп Алексей Акифьев
- Нп Егор Башкатов
- Нп Константин Богдановский
- Нп Павел Бойченко
- Нп Олег Болтунов
- Нп Андрей Галушкин
- Нп Роман Горев
- Нп Владислав Громов
- Нп Валерий Зелепукин
- Нп Алексей Кознев
- Нп Алексей Коптяев
- Нп Егор Михайлов
- Нп Владимир Петров
- Нп Евгений Полозов
- Нп  Давид Поспишил
- Нп  Андрей Пчеляков → «Металлург» Н
- Нп Александр Селиванов
- Нп Владимир Терехов
- Нп Евгений Туник
- Нп  Майк Уотт
- Нп Александр Харламов
- Нп Алексей Цветков
- Нп Вадим Шарифьянов
- Нп Владимир Шепелев
- Нп Александр Шинкарь
- Нп Андрей Шурупов
- Главный тренер: Борис Михайлов

## 15. «Амур»
- Вр  Алекс Вестлунд→ «Локомотив»
- Вр Александр Ерёменко
- Вр Андрей Малков
- Вр  Джейми Рэм ← «Северсталь»
- Вр Олег Филимонов
- Зщ Кирилл Алексеев
- Зщ Артур Гарипов
- Зщ Максим Гусев
- Зщ Дмитрий Дулебенец
- Зщ  Дэвид Карпа
- Зщ  Майк Мартин
- Зщ Андрей Наумов
- Зщ Михаил Переяслов
- Зщ  Геннадий Разин
- Зщ  Осмо Соутокорва
- Зщ  Андрей Срюбко
- Зщ  Дмитрий Толкунов ← «Локомотив»
- Зщ  Виталий Трегубов
- Зщ Игорь Хацей
- Зщ Виталий Шулаков
- Зщ Сергей Ясаков
- Нп Вадим Аверкин
- Нп Виталий Аникеев
- Нп  Херберт Васильев
- Нп Никита Данилов
- Нп Александр Зевахин
- Нп Сергей Кияйкин
- Нп Алексей Копейкин
- Нп Дмитрий Корнеев
- Нп Сергей Кривокрасов
- Нп Олег Минаков
- Нп Олег Науменко
- Нп Константин Панов
- Нп Вадим Покотило
- Нп  Роман Сальников
- Нп Максим Спиридонов
- Нп  Леонид Тамбиев
- Нп Дмитрий Тарасов
- Нп Анатолий Устюгов
- Нп Дмитрий Учайкин
- Нп Алексей Юдников
- Нп Денис Ячменев
- Нп Виталий Ячменев
- Главный тренер: Леонид Береснев

## 16. «Торпедо»
- Вр Сергей Фадеев
- Вр Михаил Шукаев
- Вр Дмитрий Ячанов
- Зщ Александр Баркунов
- Зщ Олег В. Волков
- Зщ Сергей Журиков
- Зщ  Лукаш Зиб
- Зщ Григорий Иванин
- Зщ  Максим Линник
- Зщ Олег Наместников
- Зщ Сергей Перетягин
- Зщ Андрей Поддякон
- Зщ  Роман Чех
- Зщ Андрей Соболев
- Зщ Сергей Сорокин
- Зщ Михаил Тюляпкин
- Зщ Дмитрий Устюжанин
- Зщ Дмитрий Храмченко
- Зщ Евгений Цыбук
- Зщ  Торбьёрн Юханссон ← СКА
- Нп  Евгений Белухин
- Нп Михаил Варнаков
- Нп Алексей Воробьев
- Нп Алексей Горшков
- Нп Дмитрий Игошин
- Нп Сергей Киселев
- Нп Андрей Кузьмин
- Нп  Виталий Литвиненко
- Нп Роман Малов
- Нп Игорь Меляков
- Нп Максим Овчинников
- Нп Максим Потапов
- Нп Максим Савосин
- Нп Михаил Сарматин
- Нп Антон Старовойт
- Нп Андрей Тарасенко
- Нп Павел Торгаев
- Нп Александр Фролов
- Нп  Дмитрий Цыруль
- Нп Василий Чистоклетов
- Нп  Константин Шафранов ← «Химик»
- Главный тренер: Геннадий Цыгуров